# Ammergau (Altsachsen)
Der Ammergau (lateinisch: „Pagus Ammeri“) war im Mittelalter ein Gau im sächsischen Engern. Der heutige niedersächsische Landkreis Ammerland, der seinen Namen dem sächsischen Gau verdankt, liegt vollständig auf dessen Gebiet. Der „Pagus Ammeri“ wurde erstmals 821 urkundlich erwähnt. Er bildete im Mittelalter einen Grenzgau der Sachsen zu den nördlich und westlich gelegenen Siedlungsgebieten der Friesen.
Der Ammergau grenzte im Osten an den Gau Wigmodi, im Südosten an den Largau, im Süden an den Lerigau, im Westen an das Moormerland, im Nordwesten an das Lengenerland sowie im Norden an Rüstringen. Im Osten umfasste der Ammergau also auch das lange Zeit unbewohnte, später Niederstedingen genannte Gebiet östlich von Oldenburg im heutigen Landkreis Wesermarsch. Auch die Stadt Oldenburg liegt vollständig auf dem Gebiet des Ammergaus, wie auch der nördlichste Teil des heutigen Landkreises Oldenburg. Die Grenze zu Friesland und Ostfriesland hingegen hat sich seit dem Mittelalter kaum verändert.
Der Ammergau war im Hochmittelalter in die Kirchspiele Wiefelstede, Rastede, Oldenburg, Edewecht, Zwischenahn, Apen, Westerstede, Altenhuntorf und Moorriem aufgeteilt. Alle Kirchspiele waren kirchlich dem Erzbistum Bremen unterstellt.
Politisch bildete der Ammergau gemeinsam mit dem Lerigau das Stammland der Grafschaft Oldenburg, später des Oldenburger Landes.